# 光増ハジメ
光増ハジメ（みつます はじめ、1990年1月8日 - ）は、日本の作曲家、編曲家、音楽プロデューサー。株式会社ファースト・コールミュージック所属。愛知県出身。

## 来歴・人物
3歳からエレクトーン、9歳からトロンボーンを始める。日本大学経済学部に進学後、音楽の専門学校でダブルスクールに励み、作曲家を志す。2013年11月よりファースト・コールミュージックに入社し、アニメソングを中心に様々な楽曲を手掛けるようになる。

## 主な作品

### アーティスト関連楽曲
- 逢田梨香子
  - 「FUTURE LINE」（作曲）
  - 「Mirror Mirror」（作曲）
  - 「フィクション」（作曲）
- i☆Ris
  - 「Ready Smile!!」（作曲）
  - 「Garnet」（作曲）
  - 「Raspberry night」（作曲）
  - 「WONDERFUL PALETTE」（作曲・編曲）
- 蒼井翔太
  - 「奏世」（作曲・編曲）
- 麻倉もも
  - 「彩色硝子」（作曲）
  - 「Sweet Essence」（作曲・編曲）
- 岡咲美保
  - 「ALRIGHT!」（作曲）
- 斉藤朱夏
  - 「ぷぷぷ」（作曲・編曲）
- 下野紘
  - 「約束」（作曲）
- 田所あずさ
  - 「My Favorite Destiny」（作曲）
- 茅原実里
  - 「ピエロ」（作曲）
  - 「COME ON!!」（作曲）
- 樋口楓
  - 「MARBLE」（作曲・編曲）
  - 「Sugar Shack」（作曲・編曲）
  - 「アンサーソング」（作曲・編曲）
  - 「ステレオアイデンティティ」（作曲）
  - 「FRONTIER」（作曲・編曲）
  - 「TOBI-DERO！」（作曲）
  - 「たこ焼きロック」（編曲）
  - 「現代社会、ヒロインは！」（作曲）
  - 「Baddest」（作曲・編曲）
  - 「あああああ」（作曲・編曲）
  - 「ビューティーMYジンセイ!」（作曲）
  - 「響鳴（2022 Ver.）」（編曲）
  - 「WIN-WIN HALLOWEEN」（作曲・編曲）
  - 「Around the bizarre world」（作曲・編曲）
  - 「ぶっ飛んでラニカイ」（作曲・編曲）
  - 「Bravery Naturally」（作曲・編曲）
  - 「キュンリアス」（作曲・編曲）
  - 「アイムホーム！」（作曲）
- 水樹奈々
  - 「Angel Blossom」（作曲）
  - 「Clutch!!」（作曲・編曲）
  - 「GLORIA」（作曲）
  - 「SUMMER PIRATES」（作曲）
  - 「DAYBREAKERS」（作曲・編曲）
  - 「ADRENALIZED」（作曲・編曲）
- 水樹奈々 feat. 宮野真守
  - 「結界」（作曲）
- 水瀬いのり
  - 「Catch the Rainbow！」（作曲）
- 三森すずこ
  - 「Heart collection」（作曲）
  - 「夢飛行」（作曲）
- アイドルマスター ミリオンライブ!
  - 「Melody in scape」（作曲・編曲）
  - 「赤い世界が消える頃」（作曲・編曲）
  - 「Come on a Tea Party!」（作曲・編曲）
  - 「Tomorrow Program」（作曲・編曲）
- アイドルマスター SideM
  - High×Joker
    - 「HIGH JUMP NO LIMIT」（作曲）
    - 「キセキ的 STARRY-TUNE!!!!!」（作曲・編曲）

  - High×Joker&W
    - 「いつかこの瞬間に名前をつけるなら」（作曲・編曲）

  - DRAMATIC STARS & 神速一魂 & F-LAGS
    - 「Fine Day！ Find Way！」（作曲）

  - 315 ALLSTARS
    - 「Growing Smiles！」（作曲・編曲）
    - 「Take a StuMp！」（編曲）

  - THE 虎牙道(大河タケル)
    - 「Resolution」（作曲・編曲）

  - Jupiter(伊集院北斗)
    - 「素敵にCon grazia！」（作曲・編曲）

  - もふもふえん(岡村直央)
    - 「トキメキ・ぷろろーぐ！」（作曲・編曲）

  - DRAMATIC STARS(天道 輝)
    - 「Beginning Tomorrow」（作曲・編曲）

  - Legenders
    - 「NOTHING TO LOSE」（作曲・編曲）
- あんさんぶるスターズ!
  - SCREEN10
    - 「Life is so Dramatic!!」（作曲）

  - Knights
    - 「Knights the Phantom Thief」（作曲）

  - 日々樹渉
    - 「Amazing☆World」（作曲・編曲）
- 温泉むすめ
  - 「願いキラキラきらり」（作曲・編曲）
  - 「うぇるかむ to ONSEN」（作曲・編曲）
  - 「情熱のパラディソ」（作曲・編曲）
  - 「暁のDIVA」（作曲・編曲）
  - 「Road to Shine」（作曲）
- CUE!
  - 「MiRAGE! MiRAGE!!」（作曲・編曲）
- ラブライブ!サンシャイン!!
  - Aqours
    - 「君のこころは輝いてるかい?」（作曲）
    - 「青空Jumping Heart」（作曲、伊藤賢と共作）
    - 「夢で夜空を照らしたい」（作曲）
    - 「ジングルベルがとまらない」（作曲）
    - 「Landing action Yeah!!」（作曲）
    - 「未来の僕らは知ってるよ」（作曲）
    - 「ホップ・ステップ・ワーイ！」（作曲・編曲）
    - 「Brightest Melody」（作曲）
- 幻日のヨハネ-SUNSHINE in the MIRROR-
  -     - 「BLOOM OF COLORS」（作曲・編曲）
- ラブライブ!スーパースター!!
  - Liella
    - 「バイバイしちゃえば！？」（作曲）
    - 「Welcome to 僕らのセカイ」（作曲）
- イキヅライブ! LOVELIVE! BLUEBIRD
  - いきづらい部！
    - 「What is my LIFE?」（作曲・編曲）

### アニメ関連楽曲
- 悪魔のリドル
  - エンディングテーマ「パラドクス」（作曲）
  - エンディングテーマ「すずかぜ」（作曲）
- あんさんぶるスターズ！！-Road to Show!!
  - 劇場版主題歌「Life is so Dramatic!!」（作曲）
- 英雄教室
  - オープニングテーマ「Bravery?Naturally?」（作曲・編曲）
- Extreme Hearts
  - 劇中挿入歌「Dreaming Soda」（作曲・編曲）
  - 劇中挿入歌「大好きだよって叫ぶんだ」（作曲・編曲）
- SSSS.GRIDMAN
  - 「Dig Dig Boooom!」（作曲・編曲）
- 五等分の花嫁
  - 「素直にOpen Heart〜五つ数えて〜」（作曲・編曲）
- SHOW BY ROCK!!
  - 「Attention, Please!」（作曲）
  - 「VIVID」（作曲・編曲）
- 聖剣使いの禁呪詠唱
  - 「SPEED DEMON」（作曲）
  - 「KEEP CALM AND ENJOY」（作曲・編曲）
- 転生したら第七王子だったので、気ままに魔術を極めます
  - オープニングテーマ「キュンリアス」（作曲・編曲）
- ド級編隊エグゼロス
  - 「Green Green Friend」（作曲・編曲）
- HIGHSPEED Étoile
  - オープニングテーマ「ADRENALIZED」（作曲・編曲）
- 100万の命の上に俺は立っている
  - オープニングテーマ「Baddest」（作曲・編曲）
- 美少年探偵団
  - エンディングテーマ「Welcoming Days」（作曲・編曲））
- プリパラ
  - オープニングテーマ「Ready Smile!!」（作曲）
- 魔法少女リリカルなのはViVid
  - オープニングテーマ「Angel Blossom」（作曲）
- 結城友奈は勇者である
  - エンディングテーマ「Aurora Days」（作曲）
  - 「時計仕掛けの記憶」（作曲）
  - 「EXODUS」（作曲）
  - 「FOLLOW TOMORROW ME」（作曲）
  - 「花火」（作曲）
- ラクエンロジック
  - 「SWORD FOR DEFEND」（作曲・編曲）
- LOVE STAGE!!
  - 「EVERYDAY MAGIC」（作曲）
  - 「PRECIOUS COLOR」（作曲）
- ラブライブ!サンシャイン!!
  - 1期オープニングテーマ「青空Jumping Heart」（作曲、伊藤賢と共作）
  - 2期オープニングテーマ「未来の僕らは知ってるよ」（作曲）
  - 劇場版挿入歌「Brightest Melody」（作曲）
- ラブライブ!スーパースター!!
  - 2期挿入歌「Welcome to 僕らのセカイ」（作曲）
- 六畳間の侵略者!?
  - 「ハニワメランコリリック」（作曲）
- 鷲尾須美は勇者である
  - 劇場版エンディングテーマ「ともだち」（作曲）
- ワールドダイスター
  - オープニングテーマ「ワナビスタ！」（作曲）

### ドラマ
- 量産型リコ-プラモ女子の人生組み立て記-
  - オープニングテーマ「ビューティーMYジンセイ!」（作曲）
- 量産型リコ-もう1人のプラモ女子の人生組み立て記-
  - オープニングテーマ「ぶっ飛んでラニカイ」（作曲・編曲）

### ゲーム
- ウマ娘 プリティーダービー
  - 「Fanfare for Future」（作曲）
  - 「直感ノープロブレム！」（作曲）
- すだまリレイシヨン
  - オープニングテーマ「Around the bizarre world」（作曲・編曲）
- ワールドダイスター 夢のステラリウム
  - 「シリウスの輝きのように」（作曲・編曲）
  - 「情熱リベレイション」（作曲・編曲）
  - 「巡る暦の花のように」（作曲・編曲）
  - 「きらり！マジカリュー・スマイル！」（作曲・編曲）
  - 「マイ・ピクチャー・ストーリー」（作曲・編曲）
  - 「夢のステラリウム」（作曲・編曲）
  - 「いろはうたBLOOMING」（作曲・編曲）
  - 「HAPPY NEW SHOW TIME!」（作曲・編曲）
  - 「Crystal Bell」（作曲・編曲）
  - 「ワナビスタ！」（作曲・編曲）
  - 「St. Bitter Sweet」（作曲・編曲）
  - 「To B-eat, or not to B-eat!」（作曲・編曲）
  - 「リアルタイム・リプライ！」（作曲・編曲）
- 学園アイドルマスター
  - 「キミとセミブルー」（作曲・編曲）

### 舞台
- ドラマチックライブステージ『アイドルマスター SideM』
  - High×Joker(DRAMATIC LIVE STAGE)
    - 「LET'S GO ALL THE WAY!」（作曲・編曲）

### 特撮
- 烈車戦隊トッキュウジャー
  - 「Choo-Choo WAGON」（作曲）
- ウルトラマンR/B
  - エンディングテーマ「夢飛行」（作曲）